# Walter Pandiani
Walter Gerardo Pandiani (Montevideo, 27 april 1976) is een Uruguayaans voormalig betaald voetballer die bij voorkeur in de aanval speelde. Hij was actief van 1995 tot en met 2016. In maart 2001 debuteerde hij in het Uruguayaans voetbalelftal.

## Clubstatistieken
| Seizoen  | Club                | Competitie         | Duels | Goals |
| -------- | ------------------- | ------------------ | ----- | ----- |
| 1998     | Peñarol             | Primera División   | 21    | 2     |
| 1999     | Peñarol             | Primera División   | 35    | 17    |
| 2000     | Peñarol             | Primera División   | 15    | 9     |
| 2000-'01 | Deportivo La Coruña | Primera División   | 25    | 7     |
| 2001-'02 | Deportivo La Coruña | Primera División   | 18    | 5     |
| 2002-'03 | RCD Mallorca        | Primera División   | 33    | 14    |
| 2003-'04 | Deportivo La Coruña | Primera División   | 28    | 13    |
| 2004-'05 | Deportivo La Coruña | Primera División   | 15    | 6     |
| 2004-'05 | Birmingham City FC  | Premier League     | 14    | 4     |
| 2005-'06 | Birmingham City FC  | Premier League     | 17    | 2     |
| 2005-'06 | RCD Espanyol        | Primera División   | 18    | 1     |
| 2006-'07 | RCD Espanyol        | Primera División   | 34    | 7     |
| 2007-'08 | CA Osasuna          | Primera División   | 18    | 2     |
| 2008-'09 | CA Osasuna          | Primera División   | 24    | 11    |
| 2009-'10 | CA Osasuna          | Primera División   | 29    | 11    |
| 2010-'11 | CA Osasuna          | Primera División   | 21    | 3     |
| 2011-'12 | RCD Espanyol        | Primera División   | 15    | 3     |
| 2012-'13 | Villarreal CF       | Segunda División   | 17    | 2     |
| 2013-'14 | Atlético Baleares   | Segunda División B | 9     | 1     |
| 2014-'15 | Miramar Misiones    | Primera División   | 19    | 5     |
| 2015-'16 | FC Lausanne-Sport   | Challenge League   | 15    | 1     |